# Paden City
Paden City és una població dels Estats Units a l'estat de Virgínia de l'Oest. Segons el cens del 2000 tenia 2.860 habitants.

## Demografia
Segons el cens del 2000, Paden City tenia 2.860 habitants, 1.183 habitatges, i 843 famílies. La densitat de població era de 1.240,7 habitants per km².
Dels 1.183 habitatges en un 29,4% hi vivien nens de menys de 18 anys, en un 58,1% hi vivien parelles casades, en un 9,6% dones solteres, i en un 28,7% no eren unitats familiars. En el 26% dels habitatges hi vivien persones soles el 15,6% de les quals corresponia a persones de 65 anys o més que vivien soles. El nombre mitjà de persones vivint en cada habitatge era de 2,4 i el nombre mitjà de persones que vivien en cada família era de 2,86.
Per edats la població es repartia de la següent manera: un 23,3% tenia menys de 18 anys, un 6,6% entre 18 i 24, un 26,2% entre 25 i 44, un 25,3% de 45 a 60 i un 18,6% 65 anys o més.
L'edat mediana era de 41 anys. Per cada 100 dones de 18 o més anys hi havia 86,6 homes.
La renda mediana per habitatge era de 32.940 $ i la renda mediana per família de 38.510 $. Els homes tenien una renda mediana de 37.460 $ mentre que les dones 18.750 $. La renda per capita de la població era de 19.498 $. Entorn del 12,8% de les famílies i el 15,1% de la població estaven per davall del llindar de pobresa.

## Poblacions més properes
El següent diagrama mostra les poblacions més properes.